# Donzacq
Donzacq é uma comuna francesa na região administrativa da Nova Aquitânia, no departamento Landes. Estende-se por uma área de 11,53 km². Em 2010 a comuna tinha 483 habitantes (densidade: 41,9 hab./km²).